# Phân hạng và tính điểm trong cờ vây
Mức độ kỹ năng trong cờ vây được đo lường bằng một số hệ thống phân hạng và tính điểm khác nhau của các quốc gia và khu vực, cũng như các hệ thống trực tuyến. Theo truyền thống, thứ hạng trong cờ vây được xếp hạng bằng một hệ thống thứ hạng dan và kyu. Đặc biệt là ở các cuộc thi đấu nghiệp dư, các cấp bậc này tạo điều kiện thuận lợi cho hệ thống chấp điểm, với việc chênh lệch nhau mỗi hạng tương ứng với một nước đi tự do vào đầu ván cờ cho một bên. Hệ thống này cũng thường được sử dụng trong nhiều môn võ thuật ở phương Đông, nơi nó thường tương ứng với một màu sắc của đai. Với sự sẵn có của các loại máy tính cầm tay và máy tính cá nhân, hệ thống tính điểm đã được ra mắt. Trong các hệ thống như vậy, mỗi điểm số sẽ được tính toán nghiêm ngặt dựa trên kết quả của trò chơi.

## Các thứ hạng kyu và dan
Theo truyền thống, trình độ của người chơi được xác định bằng cách sử dụng các thứ hạng kyu và dan. Các thứ hạng kyu được coi là phân hạng của học trò. Các thứ hạng dan được coi là phân hạng của bậc thầy. Những người mới bắt đầu học luật chơi cờ thường được xếp hạng khoảng 30-kyu. Khi họ tiến bộ, họ thăng tiến thông qua việc giảm con số thứ hạng của kyu. Thứ hạng kyu tốt nhất có thể đạt được là 1-kyu. Nếu người chơi tiếp tục tiến bộ vượt qua 1 kyu, họ sẽ nhận được thứ hạng 1-dan, và từ đó sẽ phấn đấu lên các cấp cao hơn với con số thứ hạng của dan tăng lên. Trong võ thuật, 1-dan tương ứng với đai đen. Những người chơi rất xuất sắc có thể đạt được một thứ hạng dan chuyên nghiệp.
Hệ thống xếp hạng được xếp loại từ bậc thấp nhất đến cao nhất:
| Loại thứ hạng                                        | Khoảng                                   | Giai đoạn                |
| ---------------------------------------------------- | ---------------------------------------- | ------------------------ |
| Kyu có hai chữ số (級,급) (gup trong tiếng Hàn Quốc) | 30–21k                                   | Sơ cấp                   |
| Kyu có hai chữ số (viết tắt: DDK)                    | 20–11k                                   | Người chơi thông thường  |
| Kyu có một chữ số (viết tắt: SDK)                    | 10–1k                                    | Nghiệp dư trung bình     |
| Dan nghiệp dư (段,단)                                | 1–7d (với 8d là một danh hiệu đặc biệt)  | Nghiệp dư nâng cao       |
| Dan chuyên nghiệp (段,단)                            | 1–9p (với 10p là một danh hiệu đặc biệt) | Người chơi chuyên nghiệp |

Mặc dù gần như tất cả các tổ chức đều sử dụng hệ thống này, không có một hệ thống hiệu chuẩn nào mang tính phổ quát. Những ý nghĩa của việc trao các thứ hạng và sức cờ tương đương với mỗi thứ hạng đó khác nhau giữa các quốc gia và giữa các máy chủ cờ vây trực tuyến. Điều này có nghĩa là, một kì thủ được xếp hạng 2-kyu ở một quốc gia sẽ chỉ có thể được xếp hạng 5-kyu ở đất nước khác.
Những khác biệt trong sức cờ cho các cấp độ dan nghiệp dư nói chung có sự tương ứng với mức độ chấp cờ sẽ giúp giảm bớt sự chênh lệch để tạo ra một ván đấu cân bằng giữa hai kì thủ. Chẳng hạn, một kì thủ 3d có thể chấp đi trước hai quân cờ trước một kì thủ 1d và thắng với cách biệt nửa mục trước người đó. Trái lại, khác biệt giữa các thứ hạng chuyên nghiệp thì nhỏ hơn nhiều, có lẽ là từ 1/4 tới 1/3 mục chấp. Có một sự khác biệt đáng kể giữa sức cờ của những kì thủ 9p thông thường và những kì thủ xuất sắc nhất thế giới, bởi 9p là cấp độ cao nhất được đặt ra, đây có thể là lí do cho sự khác biệt này.